# Annales de Gergonne
Annales de Mathématiques Pures et Appliquées（英語でAnnals of Pure and Applied Mathematics、「純粋・応用数学の年史」の意）は、一般には Annales de Gergonne（Annals of Gergonne）として知られる科学学術雑誌である。ジョゼフ・ジェルゴンヌにより、フランスのニームから出版された。刊行は1810年に始まり1831年に終わっている。分野は主に幾何学であったが、歴史学、哲学、算数・数学教育などの記事も存在し学際であった。
ジェルゴンヌのこの雑誌は、数学の雑誌の中でも抜きん出て、内容的にも形式的にも並外れた基準を確立した。数学の文献を充実させる新しい語や概念のうち、この雑誌を初出とするものも多い。19世紀の著名な数学者、例えば コーシー、ポンスレ、ブリアンション、ボビリエ、デュパン、シュタイナー、パガーニ、プリュッカー、クレレ、タルボット、ラメ、ガロア、ポアソン、アンペール、シャール、リウヴィル、アルガンなどが編集や投稿に参加した。
1814年のセルヴォワのこの雑誌への投稿は演算子法を大きく発展させた。
また、後年の純粋数学、応用数学を扱う以下のような雑誌に大きな影響を与えた。
- リウヴィルによる Journal de Mathématiques Pures et Appliquées
- クレレによるクレレ誌
- ケンブリッジ大学による The Quarterly Journal of Pure and Applied Mathematics
- イタリアの雑誌 Annali di Matematica Pura ed Applicata
- クーラント数理科学研究所の Communications on Pure and Applied Mathematics（英語版）
- Journal of Pure and Applied Algebra（英語版）